# Мексиканське нагір'я
24° пн. ш. 103° зх. д. / 24° пн. ш. 103° зх. д.
Мексика́нське нагі́р'я (ісп. Altiplanicie Mexicana) — нагір'я південної частини Північної Америки, що займає більшу частину Мексики (її північну і центральну частину). Довжина близько 1700 км, ширина — до 800 км; площа близько 1200 тисяч км². Складається з величезного плоскогір'я гірських хребтів, розташованих по межі зі сходу, півдня і заходу. Велика частина нагір'я розташовується на висоті 1000—2000 м. Заселене нерівномірно. У районі родючих долин південної частини проживає близько половини населення Мексики, у той час як в інших місцях населені пункти вельми нечисленні.

## Географія
Зі сходу нагір'я обмежене гірським хребтом Східна Сьєрра-Мадре (висота до 4054 м), що круто обривається в бік Мексиканської затоки. Західний кордон нагір'я — хребет Західна Сьєрра-Мадре (висота до 3150 м), ступенями знижується до узбережжя Тихого океану. На півдні нагір'я упирається в пасмо згаслих і діючих вулканів — Трансмексиканський вулканічний пояс. У північній частині в районі кордону Мексики і Сполучених Штатів Америки, нагір'я утворює клиноподібний виступ між пустелею Сонорою і плато Колорадо, плавно переходячи в плато Великі рівнини. На півночі нагір'я розташована пустеля Чіуауа.
Внутрішня частина нагір'я ділиться на райони: Північна Меса і Центральна Меса (ісп. mesa — стіл).
- Північна Меса складається з відносно рівних улоговин (висота 900—1200 м) — больсон (ісп. bolsón — низина, улоговина), розділених окремими хребтами. Середня висота району збільшується від 660 м на півночі до 2000 м на півдні.
- Центральна Меса має у складі низку вулканічних плато висотою 2000—2400 м, роз'єднаних гірськими височинами і улоговинами. Поверхня вкрита в основному вулканічними продуктами.

## Клімат
Відкритість нагір'я з півночі і ухил Північної Меси до пустельних районів заходу США обумовлюють глибоке проникнення на південь холодних і сухих повітряних мас з півночі в зимову пору року. Тому, хоча північна частина Мексики розташована в низьких широтах, її клімат характеризується малою кількістю опадів і різкими коливаннями температури. Середня температура січня становить від 9 до 14 °C, липня — від 28 до 31 °C, мінімальні і максимальні температури становлять −10 °C і +40 °C відповідно.
У південній частині плато висота над рівнем моря визначає кліматичний пояс:
- Тьєрра Каліда (ісп. tierra cálida — гаряча земля) — висоти в середньому до 1400 м характеризуються сонячною і змінно-вологою погодою взимку і дуже сирою і дощовою погодою влітку.
- Тьєрра темплада (ісп. tierra templado — помірна земля) — висоти в середньому до 3000 м мають помірно теплу погоду впродовж всього року: ясно навесні і взимку, похмуро і дощитиме восени.
- Тьєрра фріа (ісп. tierra fría — холодна земля) — холодний пояс верхніх схилів високих гір; снігова лінія лежить на висоті 4500 м, і вершини найвищих гір постійно покриті снігом.

Середньорічні опади у внутрішніх районах становлять 200—400 мм, на зовнішніх схилах гір — до 2000-3000 мм.

## Гідрографія
Нечисленні сезонні річки в північній частині нагір'я не мають стоку в океан і зазвичай закінчуються в больсонах, що призвело до накопичення в них товщі осадових порід і утворення ряду тимчасових безстічних солоних озер . Виняток представляє Ріо-Кончос, притока Ріо-Гранде.
У південній частині річки повноводніші, в районах активного вулканізму і частих землетрусів сформувалося багато тектонічних озер (Чапала, Куїцео тощо).

## Корисні копалини
З геологічної точки зору нагір'я складається в основному з вапняків, пісковиків і мергелів, також поширені лавові покриви, на плато — аллювиально-делювіальні відкладення. Має багаті родовища срібла, свинцю, сурми, цинку, ртуті, залізних та марганцевих руд, золота, міді тощо.

## Флора і фауна
Нагір'я покрито пустелями і склерофітними чагарниками з сосново-дубовими лісами, що охоплюють навколишні гірські хребти і утворюючи небесні острови на деяких внутрішніх хребтах. Нагір'я характеризується своєрідною багатою рослинністю (понад 8 тисяч ендемічних видів). На півночі рослинність рідкісна, представлена багатьма видами кактусів (близько 500 видів), агавами (140 видів), юкками, дазіліріонамі і колючими чагарниками. На південь рослинність змінюється саванами, в яких ростуть злакові, амарантові, рідкісні акації та інші види. На навітряних схилах південної частини нагір'я ростуть вологі тропічні ліси.
Більшість тварин, що мешкають в регіоні, належить до неарктичної зоогеографічної області. На більшій частині території водяться олені (білохвостий тощо), антилопа вилоріг, різні гризуни (вивірки). З хижаків — рись руда, пума, вовки, лисиці, видри, ракуни. З птахів — різноманітні представники горобиних. Також представлені численні плазуни. На півдні Мексиканського нагір'я зустрічаються ягуар, оцелот, кінкажу, пекарі, Cingulata, мурахоїдові тощо.